# چاکس آنکه
چاکس آنکه (انگلیسی: Chuks Aneke؛ زادهٔ ۳ ژوئیهٔ ۱۹۹۳) بازیکن فوتبال اهل بریتانیا است.
از باشگاه‌هایی که در آن بازی کرده‌است می‌توان به باشگاه فوتبال پرستون نورث اند، باشگاه فوتبال کرو آلکساندرا، باشگاه فوتبال آرسنال، باشگاه فوتبال استیونج، و باشگاه فوتبال زولته وارخم اشاره کرد.
وی همچنین در تیم‌های ملی فوتبال تیم ملی فوتبال زیر 16 سال انگلیس، زیر ۱۷ سال انگلستان، زیر ۱۸ سال انگلستان، و زیر ۱۹ سال انگلستان بازی کرده‌است.